# Ватра и ништа
Ватра и ништа је играно-документарни филм о Бранку Миљковићу.